# Saison 2010-2011 de l'ECHL
Saison précédente Saison suivante
La saison 2010-2011 est la vingt-troisième saison de l'ECHL. Les Aces de l'Alaska remportent la Coupe Kelly.

## Classement
Pour les significations des abréviations, voir statistiques du hockey sur glace.

### Association Est
| Clt   | Équipe            | PJ | V  | D  | DP | DF | BP  | BC  | Pts |
| ----- | ----------------- | -- | -- | -- | -- | -- | --- | --- | --- |
| +001, | Royals de Reading | 72 | 44 | 23 | 2  | 3  | 257 | 220 | 93  |
| +002, | Jackals d'Elmira  | 72 | 32 | 30 | 7  | 3  | 249 | 264 | 74  |
| +003, | Devils de Trenton | 72 | 27 | 37 | 2  | 6  | 218 | 257 | 62  |

| Clt   | Équipe                 | PJ | V  | D  | DP | DF | BP  | BC  | Pts |
| ----- | ---------------------- | -- | -- | -- | -- | -- | --- | --- | --- |
| +001, | Wings de Kalamazoo     | 72 | 40 | 24 | 2  | 6  | 255 | 225 | 88  |
| +002, | Nailers de Wheeling    | 72 | 38 | 29 | 0  | 5  | 230 | 210 | 81  |
| +003, | Cyclones de Cincinnati | 72 | 33 | 29 | 6  | 4  | 199 | 229 | 76  |
| +004, | Walleye de Toledo      | 72 | 33 | 33 | 4  | 2  | 239 | 255 | 72  |

| Clt   | Équipe                          | PJ | V  | D  | DP | DF | BP  | BC  | Pts |
| ----- | ------------------------------- | -- | -- | -- | -- | -- | --- | --- | --- |
| +001, | Road Warriors de Greenville     | 72 | 46 | 22 | 3  | 1  | 255 | 192 | 96  |
| +002, | Stingrays de la Caroline du Sud | 72 | 37 | 29 | 3  | 3  | 194 | 204 | 80  |
| +003, | Everblades de la Floride        | 72 | 37 | 30 | 1  | 4  | 236 | 222 | 79  |
| +004, | Gladiators de Gwinnett          | 72 | 30 | 34 | 3  | 5  | 203 | 250 | 68  |

### Association Ouest
| Clt   | Équipe                 | PJ | V  | D  | DP | DF | BP  | BC  | Pts |
| ----- | ---------------------- | -- | -- | -- | -- | -- | --- | --- | --- |
| +001, | Condors de Bakersfield | 72 | 41 | 27 | 2  | 2  | 222 | 210 | 86  |
| +001, | Thunder de Stockton    | 72 | 37 | 23 | 5  | 7  | 232 | 210 | 86  |
| +001, | Wranglers de Las Vegas | 72 | 38 | 29 | 3  | 2  | 216 | 203 | 81  |
| +001, | Reign d'Ontario        | 72 | 27 | 39 | 2  | 4  | 195 | 269 | 60  |

| Clt   | Équipe                   | PJ | V  | D  | DP | DF | BP  | BC  | Pts |
| ----- | ------------------------ | -- | -- | -- | -- | -- | --- | --- | --- |
| +001, | Aces de l'Alaska         | 72 | 47 | 22 | 2  | 1  | 241 | 174 | 97  |
| +001, | Steelheads de l'Idaho    | 72 | 32 | 27 | 4  | 9  | 225 | 217 | 77  |
| +001, | Grizzlies de l'Utah      | 72 | 33 | 32 | 4  | 3  | 189 | 227 | 73  |
| +001, | Salmon Kings de Victoria | 72 | 32 | 36 | 2  | 2  | 217 | 234 | 68  |

- En gras : qualifié pour les huitièmes de finale des séries
- En italique : qualifié directement pour les quarts de finale des séries

## Meilleurs pointeurs
| Joueur           | Équipe                   | PJ | B  | A  | Pts | Pun |
| ---------------- | ------------------------ | -- | -- | -- | --- | --- |
| Justin Donati    | Jackals d'Elmira         | 63 | 27 | 67 | 94  | 83  |
| Wes Goldie       | Aces d'lAlaska           | 72 | 46 | 37 | 83  | 50  |
| Mark Derlago     | Steelheads de l'Idaho    | 67 | 45 | 36 | 81  | 54  |
| Kory Karlander   | Wings de Kalamazoo       | 71 | 34 | 46 | 80  | 70  |
| Trent Daavettila | Wings de Kalamazoo       | 71 | 32 | 48 | 80  | 24  |
| Ryan Ginand      | Devils de Trenton        | 68 | 29 | 46 | 75  | 54  |
| Francis Lemieux  | Everblades de la Floride | 56 | 28 | 45 | 73  | 91  |
| Yannick Tifu     | Jackals d'Elmira         | 64 | 28 | 45 | 73  | 109 |
| Andy Bohmbach    | Walley ede Toledo        | 65 | 28 | 44 | 72  | 39  |
| Andrew Fournier  | Wings de Kalamazoo       | 68 | 38 | 33 | 71  | 20  |

### Meilleurs gardiens
| Gardien           | Équipe      | PJ | Min   | V  | D  | DP | DF | BC  | BL | %Arr | Moy  |
| ----------------- | ----------- | -- | ----- | -- | -- | -- | -- | --- | -- | ---- | ---- |
| Gerald Coleman    | Alaska      | 47 | 2 735 | 30 | 15 | 1  | 0  | 100 | 4  | 91,3 | 2,19 |
| Brian Stewart     | Bakersfield | 29 | 1 625 | 20 | 6  | 0  | 0  | 61  | 1  | 92,7 | 2,25 |
| Dov Grumet-Morris | Greenville  | 24 | 1 446 | 15 | 8  | 0  | 1  | 56  | 3  | 92,2 | 2,32 |
| Joe Fallon        | Las Vegas   | 27 | 1 620 | 18 | 8  | 1  | 0  | 67  | 2  | 91,6 | 2,48 |
| Adam Courchaine   | Alaska      | 29 | 1 592 | 17 | 7  | 1  | 1  | 67  | 4  | 90,2 | 2,52 |

## Séries éliminatoires
Les huitièmes de finale sont joués au meilleur des cinq rencontres alors que les autres tours le sont au meilleur des sept matchs. La meilleure équipe de l'association Ouest, les Aces de l'Alaska, est exempte du premier tour.
|  | Huitièmes de finale             | Huitièmes de finale             | Huitièmes de finale | Huitièmes de finale |                             |                             | Quarts de finale | Quarts de finale | Quarts de finale | Quarts de finale |  |  | Demi-finales | Demi-finales | Demi-finales | Demi-finales |  |  | Finale de la Coupe Kelly | Finale de la Coupe Kelly | Finale de la Coupe Kelly | Finale de la Coupe Kelly |
|  |                                 |                                 |                     |                     |                             |                             |                  |                  |                  |                  |  |  |              |              |              |              |  |  |                          |                          |                          |                          |
|  |                                 |                                 |                     |                     |                             |                             |                  |                  |                  |                  |  |  |              |              |              |              |  |  |                          |                          |                          |                          |
|  | Condors de Bakersfield          | Condors de Bakersfield          | 1                   | 1                   |                             |                             |                  |                  |                  |                  |  |  |              |              |              |              |  |  |                          |                          |                          |                          |
|  | Condors de Bakersfield          | Condors de Bakersfield          | 1                   | 1                   |                             |                             |                  |                  |                  |                  |  |  |              |              |              |              |  |  |                          |                          |                          |                          |
|  | Salmon Kings de Victoria        | Salmon Kings de Victoria        | 3                   | 3                   |                             |                             |                  |                  |                  |                  |  |  |              |              |              |              |  |  |                          |                          |                          |                          |
|  | Salmon Kings de Victoria        | Salmon Kings de Victoria        | 3                   | 3                   | Salmon Kings de Victoria    | Salmon Kings de Victoria    | 4                | 4                |                  |                  |  |  |              |              |              |              |  |  |                          |                          |                          |                          |
|  |                                 |                                 |                     |                     | Salmon Kings de Victoria    | Salmon Kings de Victoria    | 4                | 4                |                  |                  |  |  |              |              |              |              |  |  |                          |                          |                          |                          |
|  |                                 |                                 | Grizzlies de l'Utah | Grizzlies de l'Utah | 0                           | 0                           |                  |                  |                  |                  |  |  |              |              |              |              |  |  |                          |                          |                          |                          |
|  | Grizzlies de l'Utah             | Grizzlies de l'Utah             | Grizzlies de l'Utah | Grizzlies de l'Utah | 0                           | 0                           | 3                | 3                |                  |                  |  |  |              |              |              |              |  |  |                          |                          |                          |                          |
|  | Grizzlies de l'Utah             | Grizzlies de l'Utah             |                     |                     |                             |                             |                  | 3                |                  |                  |  |  |              |              |              |              |  |  |                          |                          |                          |                          |
|  | Thunder de Stockton             | Thunder de Stockton             | 1                   | 1                   |                             |                             |                  |                  |                  |                  |  |  |              |              |              |              |  |  |                          |                          |                          |                          |
|  | Thunder de Stockton             | Thunder de Stockton             | 1                   | 1                   | Salmon Kings de Victoria    | Salmon Kings de Victoria    | 0                | 0                |                  |                  |  |  |              |              |              |              |  |  |                          |                          |                          |                          |
|  |                                 |                                 |                     |                     | Salmon Kings de Victoria    | Salmon Kings de Victoria    | 0                | 0                |                  |                  |  |  |              |              |              |              |  |  |                          |                          |                          |                          |
|  |                                 |                                 | Aces de l'Alaska    | Aces de l'Alaska    | 4                           | 4                           |                  |                  |                  |                  |  |  |              |              |              |              |  |  |                          |                          |                          |                          |
|  | Wranglers de Las Vegas          | Wranglers de Las Vegas          | Aces de l'Alaska    | Aces de l'Alaska    | 4                           | 4                           | 1                | 1                |                  |                  |  |  |              |              |              |              |  |  |                          |                          |                          |                          |
|  | Wranglers de Las Vegas          | Wranglers de Las Vegas          |                     |                     |                             |                             |                  | 1                |                  |                  |  |  |              |              |              |              |  |  |                          |                          |                          |                          |
|  | Steelheads de l'Idaho           | Steelheads de l'Idaho           | 3                   | 3                   |                             |                             |                  |                  |                  |                  |  |  |              |              |              |              |  |  |                          |                          |                          |                          |
|  | Steelheads de l'Idaho           | Steelheads de l'Idaho           | 3                   | 3                   | Steelheads de l'Idaho       | Steelheads de l'Idaho       | 0                | 0                |                  |                  |  |  |              |              |              |              |  |  |                          |                          |                          |                          |
|  |                                 |                                 |                     |                     | Steelheads de l'Idaho       | Steelheads de l'Idaho       | 0                | 0                |                  |                  |  |  |              |              |              |              |  |  |                          |                          |                          |                          |
|  |                                 |                                 | Aces de l'Alaska    | Aces de l'Alaska    | 4                           | 4                           |                  |                  |                  |                  |  |  |              |              |              |              |  |  |                          |                          |                          |                          |
|  |                                 |                                 |                     |                     | 4                           | 4                           |                  |                  |                  |                  |  |  |              |              |              |              |  |  |                          |                          |                          |                          |
|  |                                 |                                 |                     |                     |                             |                             |                  |                  |                  |                  |  |  |              |              |              |              |  |  |                          |                          |                          |                          |
|  |                                 |                                 |                     |                     |                             |                             |                  |                  |                  |                  |  |  |              |              |              |              |  |  |                          |                          |                          |                          |
|  | Aces de l'Alaska                | Aces de l'Alaska                | 4                   | 4                   |                             |                             |                  |                  |                  |                  |  |  |              |              |              |              |  |  |                          |                          |                          |                          |
|  | Aces de l'Alaska                | Aces de l'Alaska                | 4                   | 4                   |                             |                             |                  |                  |                  |                  |  |  |              |              |              |              |  |  |                          |                          |                          |                          |
|  |                                 |                                 | Wings de Kalamazoo  | Wings de Kalamazoo  | 1                           | 1                           |                  |                  |                  |                  |  |  |              |              |              |              |  |  |                          |                          |                          |                          |
|  | Wings de Kalamazoo              | Wings de Kalamazoo              | Wings de Kalamazoo  | Wings de Kalamazoo  | 1                           | 1                           | 3                | 3                |                  |                  |  |  |              |              |              |              |  |  |                          |                          |                          |                          |
|  | Wings de Kalamazoo              | Wings de Kalamazoo              |                     |                     |                             |                             |                  | 3                |                  |                  |  |  |              |              |              |              |  |  |                          |                          |                          |                          |
|  | Everblades de la Floride        | Everblades de la Floride        | 1                   | 1                   |                             |                             |                  |                  |                  |                  |  |  |              |              |              |              |  |  |                          |                          |                          |                          |
|  | Everblades de la Floride        | Everblades de la Floride        | 1                   | 1                   | Wings de Kalamazoo          | Wings de Kalamazoo          | 4                | 4                |                  |                  |  |  |              |              |              |              |  |  |                          |                          |                          |                          |
|  |                                 |                                 |                     |                     | Wings de Kalamazoo          | Wings de Kalamazoo          | 4                | 4                |                  |                  |  |  |              |              |              |              |  |  |                          |                          |                          |                          |
|  |                                 |                                 | Royals de Reading   | Royals de Reading   | 0                           | 0                           |                  |                  |                  |                  |  |  |              |              |              |              |  |  |                          |                          |                          |                          |
|  | Royals de Reading               | Royals de Reading               | Royals de Reading   | Royals de Reading   | 0                           | 0                           | 3                | 3                |                  |                  |  |  |              |              |              |              |  |  |                          |                          |                          |                          |
|  | Royals de Reading               | Royals de Reading               |                     |                     |                             |                             |                  | 3                |                  |                  |  |  |              |              |              |              |  |  |                          |                          |                          |                          |
|  | Cyclones de Cincinnati          | Cyclones de Cincinnati          | 1                   | 1                   |                             |                             |                  |                  |                  |                  |  |  |              |              |              |              |  |  |                          |                          |                          |                          |
|  | Cyclones de Cincinnati          | Cyclones de Cincinnati          | 1                   | 1                   | Wings de Kalamazoo          | Wings de Kalamazoo          | 4                | 4                |                  |                  |  |  |              |              |              |              |  |  |                          |                          |                          |                          |
|  |                                 |                                 |                     |                     | Wings de Kalamazoo          | Wings de Kalamazoo          | 4                | 4                |                  |                  |  |  |              |              |              |              |  |  |                          |                          |                          |                          |
|  |                                 |                                 | Nailers de Wheeling | Nailers de Wheeling | 2                           | 2                           |                  |                  |                  |                  |  |  |              |              |              |              |  |  |                          |                          |                          |                          |
|  | Road Warriors de Greenville     | Road Warriors de Greenville     | Nailers de Wheeling | Nailers de Wheeling | 2                           | 2                           | 3                | 3                |                  |                  |  |  |              |              |              |              |  |  |                          |                          |                          |                          |
|  | Road Warriors de Greenville     | Road Warriors de Greenville     |                     |                     |                             |                             |                  | 3                |                  |                  |  |  |              |              |              |              |  |  |                          |                          |                          |                          |
|  | Jackals d'Elmira                | Jackals d'Elmira                | 1                   | 1                   |                             |                             |                  |                  |                  |                  |  |  |              |              |              |              |  |  |                          |                          |                          |                          |
|  | Jackals d'Elmira                | Jackals d'Elmira                | 1                   | 1                   | Road Warriors de Greenville | Road Warriors de Greenville | 3                | 3                |                  |                  |  |  |              |              |              |              |  |  |                          |                          |                          |                          |
|  |                                 |                                 |                     |                     | Road Warriors de Greenville | Road Warriors de Greenville | 3                | 3                |                  |                  |  |  |              |              |              |              |  |  |                          |                          |                          |                          |
|  |                                 |                                 | Nailers de Wheeling | Nailers de Wheeling | 4                           | 4                           |                  |                  |                  |                  |  |  |              |              |              |              |  |  |                          |                          |                          |                          |
|  | Nailers de Wheeling             | Nailers de Wheeling             | Nailers de Wheeling | Nailers de Wheeling | 4                           | 4                           | 3                | 3                |                  |                  |  |  |              |              |              |              |  |  |                          |                          |                          |                          |
|  | Nailers de Wheeling             | Nailers de Wheeling             |                     |                     |                             |                             |                  | 3                |                  |                  |  |  |              |              |              |              |  |  |                          |                          |                          |                          |
|  | Stingrays de la Caroline du Sud | Stingrays de la Caroline du Sud | 1                   | 1                   |                             |                             |                  |                  |                  |                  |  |  |              |              |              |              |  |  |                          |                          |                          |                          |
|  | Stingrays de la Caroline du Sud | Stingrays de la Caroline du Sud | 1                   | 1                   |                             |                             |                  |                  |                  |                  |  |  |              |              |              |              |  |  |                          |                          |                          |                          |
|  |                                 |                                 |                     |                     |                             |                             |                  |                  |                  |                  |  |  |              |              |              |              |  |  |                          |                          |                          |                          |

## Récompenses

### Trophées
| Coupe Kelly :                        | Aces de l'Alaska                                                                     |
| Coupe Henry Brabham :                | Aces de l'Alaska                                                                     |
| Trophée Gingher :                    | Wings de Kalamazoo                                                                   |
| Trophée Bruce Taylor :               | Aces de l'Alaska                                                                     |
| Trophée John Brophy :                | Brent Thompson (Aces de l'Alaska)                                                    |
| CCM U+ Meilleur joueur de la Ligue : | Wes Goldie (Aces de l'Alaska)                                                        |
| Meilleur joueur de la Coupe Kelly :  | Scott Howes (Aces de l'Alaska)                                                       |
| Reebok Gardien de but de l'année :   | Gerald Coleman (Aces de l'Alaska)                                                    |
| CCM Recrue de l'année :              | Ben Street (Nailers de Wheeling)                                                     |
| Défenseur de l'année :               | Eric Regan (Jackals d'Elmira)                                                        |
| Meilleur pointeur :                  | Justin Donati (Jackals d'Elmira)                                                     |
| Reebok Meilleur différentiel +/- :   | Trent Daavettila (Wings de Kalamazoo) Brendan Connolly (Road Warriors de Greenville) |
| Meilleur esprit sportif :            | Brian Swanson (Aces de l'Alaska)                                                     |
| Trophée Ryan Birmingham :            | Paul Carnathan                                                                       |

### Équipes d'étoiles
| Position       | Joueur         | Équipe     |
| -------------- | -------------- | ---------- |
| Gardien de but | Gerald Coleman | Alaska     |
| Défenseur      | Wes Cunningham | Greenville |
| Défenseur      | Eric Regan     | Elmira     |
| Attaquant      | Mark Derlago   | Idaho      |
| Attaquant      | Wes Goldie     | Alaska     |
| Attaquant      | Kory Karlander | Kalamazoo  |

| Position       | Joueur            | Équipe      |
| -------------- | ----------------- | ----------- |
| Gardien de but | Dov Grumet-Morris | Greenville  |
| Défenseur      | Jason Lepine      | Toledo      |
| Défenseur      | Bryan Miller      | Alaska      |
| Attaquant      | Trent Daavettila  | Kalamazoo   |
| Attaquant      | Ryan Ginand       | Trenton     |
| Attaquant      | Francis Lemieux   | Bakersfield |

| Position       | Joueur           | Équipe      |
| -------------- | ---------------- | ----------- |
| Gardien de but | Brian Stewart    | Bakersfield |
| Défenseur      | Mark Isherwood   | Alaska      |
| Défenseur      | Bobby Raymond    | Floride     |
| Attaquant      | Andy Bohmbach    | Toledo      |
| Attaquant      | Kael Mouillierat | Idaho       |
| Attaquant      | Ben Street       | Wheeling    |